# جعفرآباد (دره‌شهر)
جعفرآباد (دره‌شهر)، روستایی از توابع بخش مرکزی شهرستان دره‌شهر در استان ایلام ایران است.

## جمعیت
این روستا در دهستان زرین‌دشت قرار دارد و براساس سرشماری مرکز آمار ایران در سال ۱۳۸۵، جمعیت آن ۱۴۲ نفر (۲۴خانوار) بوده‌است.